# ABC Primetime
ABC Primetime est un bloc de programmes de la chaîne américaine American Broadcasting Company, filiale de la Walt Disney Company, qui inclut des séries télévisées, des émissions sportives, de télé-réalité et de variétés.
Le bloc est programmé de 20 heures à 23 heures (côte Est et Ouest des États-Unis), et de 19 heures à 23h les dimanches.

## Programmes actuels
Légende :
Émissions télévisées
- Divertissements
- Magazines
- Sport

Séries télévisées
- Comédies
- Séries dramatiques
- Autres types de séries

### Saison 2011-2012
Grille automne 2011
|          | 19:00                          | 19:30                          | 20:00                   | 20:30                   | 21:00                   | 21:30                   | 22:00                   | 22:30                   |
| -------- | ------------------------------ | ------------------------------ | ----------------------- | ----------------------- | ----------------------- | ----------------------- | ----------------------- | ----------------------- |
| Lundi    | Programmation locale           | Programmation locale           | Dancing with the Stars  | Dancing with the Stars  | Dancing with the Stars  | Dancing with the Stars  | Castle                  | Castle                  |
| Mardi    | Programmation locale           | Programmation locale           | Last Man Standing       | Man Up                  | Dancing with the Stars  | Dancing with the Stars  | Body of Proof           | Body of Proof           |
| Mercredi | Programmation locale           | Programmation locale           | The Middle              | Suburgatory             | Modern Family           | Happy Endings           | Revenge                 | Revenge                 |
| Jeudi    | Programmation locale           | Programmation locale           | Charlie's Angels        | Charlie's Angels        | Grey's Anatomy          | Grey's Anatomy          | Private Practice        | Private Practice        |
| Vendredi | Programmation locale           | Programmation locale           | Les Maçons du cœur      | Les Maçons du cœur      | Les Maçons du cœur      | Les Maçons du cœur      | 20/20                   | 20/20                   |
| Samedi   | Programmation locale           | Programmation locale           | Saturday Night Football | Saturday Night Football | Saturday Night Football | Saturday Night Football | Saturday Night Football | Saturday Night Football |
| Dimanche | America's Funniest Home Videos | America's Funniest Home Videos | Once Upon a Time        | Once Upon a Time        | Desperate Housewives    | Desperate Housewives    | Pan Am                  | Pan Am                  |

Grille hiver 2012
|          | 19:00                          | 19:30                          | 20:00                   | 20:30                   | 21:00                   | 21:30                   | 22:00                   | 22:30                   |
| -------- | ------------------------------ | ------------------------------ | ----------------------- | ----------------------- | ----------------------- | ----------------------- | ----------------------- | ----------------------- |
| Lundi    | Programmation locale           | Programmation locale           | Dancing with the Stars  | Dancing with the Stars  | Dancing with the Stars  | Dancing with the Stars  | Castle                  | Castle                  |
| Mardi    | Programmation locale           | Programmation locale           | Last Man Standing       | Cougar Town             | Dancing with the Stars  | Dancing with the Stars  | Body of Proof           | Body of Proof           |
| Mercredi | Programmation locale           | Programmation locale           | The Middle              | Suburgatory             | Modern Family           | Happy Endings           | Revenge                 | Revenge                 |
| Jeudi    | Programmation locale           | Programmation locale           | Wipeout                 | Wipeout                 | Grey's Anatomy          | Grey's Anatomy          | Private Practice        | Private Practice        |
| Vendredi | Programmation locale           | Programmation locale           | Les Maçons du cœur      | Les Maçons du cœur      | Les Maçons du cœur      | Les Maçons du cœur      | 20/20                   | 20/20                   |
| Samedi   | Programmation locale           | Programmation locale           | Saturday Night Football | Saturday Night Football | Saturday Night Football | Saturday Night Football | Saturday Night Football | Saturday Night Football |
| Dimanche | America's Funniest Home Videos | America's Funniest Home Videos | Once Upon a Time        | Once Upon a Time        | Desperate Housewives    | Desperate Housewives    | Pan Am                  | Pan Am                  |

### Saison 2012-2013
Grille Automne 2012
|          | 19:00                          | 19:30                          | 20:00                              | 20:30                              | 21:00                   | 21:30                                 | 22:00                   | 22:30                   |
| -------- | ------------------------------ | ------------------------------ | ---------------------------------- | ---------------------------------- | ----------------------- | ------------------------------------- | ----------------------- | ----------------------- |
| Lundi    | Programmation locale           | Programmation locale           | Dancing with the Stars             | Dancing with the Stars             | Dancing with the Stars  | Dancing with the Stars                | Castle                  | Castle                  |
| Mardi    | Programmation locale           | Programmation locale           | Dancing with the Stars (résultats) | Dancing with the Stars (résultats) | Happy Endings           | Don't_Trust_the_B----_in_Apartment_23 | Private Practice        | Private Practice        |
| Mercredi | Programmation locale           | Programmation locale           | The Middle                         | The Neighbors                      | Modern Family           | Suburgatory                           | Nashville               | Nashville               |
| Jeudi    | Programmation locale           | Programmation locale           | Last Resort                        | Last Resort                        | Grey's Anatomy          | Grey's Anatomy                        | Scandal                 | Scandal                 |
| Vendredi | Programmation locale           | Programmation locale           | Last Man Standing                  | Malibu Country                     | Shark Tank              | Shark Tank                            | 20/20                   | 20/20                   |
| Samedi   | Programmation locale           | Programmation locale           | Saturday Night Football            | Saturday Night Football            | Saturday Night Football | Saturday Night Football               | Saturday Night Football | Saturday Night Football |
| Dimanche | America's Funniest Home Videos | America's Funniest Home Videos | Once Upon a Time                   | Once Upon a Time                   | Revenge                 | Revenge                               | 666 Park Avenue         | 666 Park Avenue         |

Grille Printemps 2013
|          | 19:00                          | 19:30                          | 20:00                                     | 20:30                                     | 21:00                                     | 21:30                                                     | 22:00                                     | 22:30                                     |
| -------- | ------------------------------ | ------------------------------ | ----------------------------------------- | ----------------------------------------- | ----------------------------------------- | --------------------------------------------------------- | ----------------------------------------- | ----------------------------------------- |
| Lundi    | Programmation locale           | Programmation locale           | Dancing with the Stars                    | Dancing with the Stars                    | Dancing with the Stars                    | Dancing with the Stars                                    | Castle                                    | Castle                                    |
| Mardi    | Programmation locale           | Programmation locale           | Shark Tank                                | Shark Tank                                | ''Dancing with the Stars (résultats)      | ''Dancing with the Stars (résultats)                      | Body of Proof                             | Body of Proof                             |
| Mercredi | Programmation locale           | Programmation locale           | The Middle                                | Family Tools                              | Modern Family                             | How to Live with Your Parents (for the Rest of Your Life) | Nashville                                 | Nashville                                 |
| Jeudi    | Programmation locale           | Programmation locale           | Wife Swap                                 | Wife Swap                                 | Grey's Anatomy                            | Grey's Anatomy                                            | Scandal                                   | Scandal                                   |
| Vendredi | Programmation locale           | Programmation locale           | Happy Endings                             | Happy Endings                             | Shark Tank                                | Shark Tank                                                | 20/20                                     | 20/20                                     |
| Samedi   | Programmation locale           | Programmation locale           | Jeux télévisées ou rediffusions de séries | Jeux télévisées ou rediffusions de séries | Jeux télévisées ou rediffusions de séries | Jeux télévisées ou rediffusions de séries                 | Jeux télévisées ou rediffusions de séries | Jeux télévisées ou rediffusions de séries |
| Dimanche | America's Funniest Home Videos | America's Funniest Home Videos | Once Upon a Time                          | Once Upon a Time                          | Revenge                                   | Revenge                                                   | Red Widow                                 | Red Widow                                 |

### Saison 2013-2014
Grille Automne 2013
|          | 19:00                          | 19:30                          | 20:00                          | 20:30                          | 21:00                   | 21:30                   | 22:00                   | 22:30                   |
| -------- | ------------------------------ | ------------------------------ | ------------------------------ | ------------------------------ | ----------------------- | ----------------------- | ----------------------- | ----------------------- |
| Lundi    | Programmation locale           | Programmation locale           | Dancing with the Stars         | Dancing with the Stars         | Dancing with the Stars  | Dancing with the Stars  | Castle                  | Castle                  |
| Mardi    | Programmation locale           | Programmation locale           | Agents of S.H.I.E.L.D.         | Agents of S.H.I.E.L.D.         | The Goldbergs           | Trophy Wife             | Lucky 7                 | Lucky 7                 |
| Mercredi | Programmation locale           | Programmation locale           | The Middle                     | Back in the Game               | Modern Family           | Super Fun Night         | Nashville               | Nashville               |
| Jeudi    | Programmation locale           | Programmation locale           | Once Upon a Time in Wonderland | Once Upon a Time in Wonderland | Grey's Anatomy          | Grey's Anatomy          | Scandal                 | Scandal                 |
| Vendredi | Programmation locale           | Programmation locale           | Last Man Standing              | The Neighbors                  | Shark Tank              | Shark Tank              | 20/20                   | 20/20                   |
| Samedi   | Programmation locale           | Programmation locale           | Saturday Night Football        | Saturday Night Football        | Saturday Night Football | Saturday Night Football | Saturday Night Football | Saturday Night Football |
| Dimanche | America's Funniest Home Videos | America's Funniest Home Videos | Once Upon a Time               | Once Upon a Time               | Revenge                 | Revenge                 | Betrayal                | Betrayal                |

### Saison 2014-15
Grille Automne 2014
|          | 19:00                          | 19:30                          | 20:00                   | 20:30                   | 21:00                   | 21:30                   | 22:00                       | 22:30                       |
| -------- | ------------------------------ | ------------------------------ | ----------------------- | ----------------------- | ----------------------- | ----------------------- | --------------------------- | --------------------------- |
| Lundi    | Programmation locale           | Programmation locale           | Dancing with the Stars  | Dancing with the Stars  | Dancing with the Stars  | Dancing with the Stars  | Castle                      | Castle                      |
| Mardi    | Programmation locale           | Programmation locale           | Selfie                  | Manhattan Love Story    | Agents of S.H.I.E.L.D.  | Agents of S.H.I.E.L.D.  | Forever                     | Forever                     |
| Mercredi | Programmation locale           | Programmation locale           | The Middle              | The Goldbergs           | Modern Family           | Black-ish               | Nashville                   | Nashville                   |
| Jeudi    | Programmation locale           | Programmation locale           | Grey's Anatomy          | Grey's Anatomy          | Scandal                 | Scandal                 | How to Get Away with Murder | How to Get Away with Murder |
| Vendredi | Programmation locale           | Programmation locale           | Last Man Standing       | Cristela                | Shark Tank              | Shark Tank              | 20/20                       | 20/20                       |
| Samedi   | Programmation locale           | Programmation locale           | Saturday Night Football | Saturday Night Football | Saturday Night Football | Saturday Night Football | Saturday Night Football     | Saturday Night Football     |
| Dimanche | America's Funniest Home Videos | America's Funniest Home Videos | Once Upon a Time        | Once Upon a Time        | Resurrection            | Resurrection            | Revenge                     | Revenge                     |

Grille Printemps 2015
|          | 19:00                          | 19:30                          | 20:00                   | 20:30                   | 21:00                   | 21:30                   | 22:00                   | 22:30                   |
| -------- | ------------------------------ | ------------------------------ | ----------------------- | ----------------------- | ----------------------- | ----------------------- | ----------------------- | ----------------------- |
| Lundi    | Programmation locale           | Programmation locale           | Dancing with the Stars  | Dancing with the Stars  | Dancing with the Stars  | Dancing with the Stars  | Castle                  | Castle                  |
| Mardi    | Programmation locale           | Programmation locale           | Fresh Off the Boat      | Repeat After Me         | Agents of S.H.I.E.L.D.  | Agents of S.H.I.E.L.D.  | Forever                 | Forever                 |
| Mercredi | Programmation locale           | Programmation locale           | The Middle              | The Goldbergs           | Modern Family           | Black-ish               | Nashville               | Nashville               |
| Jeudi    | Programmation locale           | Programmation locale           | Grey's Anatomy          | Grey's Anatomy          | Scandal                 | Scandal                 | American Crime          | American Crime          |
| Vendredi | Programmation locale           | Programmation locale           | Last Man Standing       | Cristela                | Shark Tank              | Shark Tank              | 20/20                   | 20/20                   |
| Samedi   | Programmation locale           | Programmation locale           | Saturday Night Football | Saturday Night Football | Saturday Night Football | Saturday Night Football | Saturday Night Football | Saturday Night Football |
| Dimanche | America's Funniest Home Videos | America's Funniest Home Videos | Once Upon a Time        | Once Upon a Time        | Secrets and Lies        | Secrets and Lies        | Revenge                 | Revenge                 |

### Saison 2015-16
Grille Automne 2015
| Jours    | 19h-20h                        | 19h-20h                        | 20h-21h                 | 20h-21h                 | 21h-22h                 | 21h-22h                 | 22h-23h                     |
| Jours    | 19h-19h30                      | 19h30-20h                      | 20h-20h30               | 20h30-21h               | 21h-21h30               | 21h30-22h               | 22h-23h                     |
| -------- | ------------------------------ | ------------------------------ | ----------------------- | ----------------------- | ----------------------- | ----------------------- | --------------------------- |
| Lundi    | Programmation locale           | Programmation locale           | Dancing with the Stars  | Dancing with the Stars  | Dancing with the Stars  | Dancing with the Stars  | Castle                      |
| Mardi    | Programmation locale           | Programmation locale           | The Muppets             | Fresh Off the Boat      | Agents of S.H.I.E.L.D.  | Agents of S.H.I.E.L.D.  | Quantico                    |
| Mercredi | Programmation locale           | Programmation locale           | The Middle              | The Goldbergs           | Modern Family           | Black-ish               | Nashville                   |
| Jeudi    | Programmation locale           | Programmation locale           | Grey's Anatomy          | Grey's Anatomy          | Scandal                 | Scandal                 | How to Get Away with Murder |
| Vendredi | Programmation locale           | Programmation locale           | Last Man Standing       | Dr. Ken                 | Shark Tank              | Shark Tank              | 20/20                       |
| Samedi   | Programmation locale           | Programmation locale           | Saturday Night Football | Saturday Night Football | Saturday Night Football | Saturday Night Football | Saturday Night Football     |
| Dimanche | America's Funniest Home Videos | America's Funniest Home Videos | Once Upon a Time        | Once Upon a Time        | Oil                     | Oil                     | Of Kings and Prophets       |

### Saison 2016-17
| Jours    | 19h-20h                        | 19h-20h                        | 20h-21h                 | 20h-21h                 | 21h-22h                 | 21h-22h                 | 22h-23h                     |
| Jours    | 19h-19h30                      | 19h30-20h                      | 20h-20h30               | 20h30-21h               | 21h-21h30               | 21h30-22h               | 22h-23h                     |
| -------- | ------------------------------ | ------------------------------ | ----------------------- | ----------------------- | ----------------------- | ----------------------- | --------------------------- |
| Lundi    | Programmation locale           | Programmation locale           | Dancing with the Stars  | Dancing with the Stars  | Dancing with the Stars  | Dancing with the Stars  | Conviction                  |
| Mardi    | Programmation locale           | Programmation locale           | The Middle              | American Housewife      | Fresh Off the Boat      | The Real O'Neals        | Agents of SHIELD            |
| Mercredi | Programmation locale           | Programmation locale           | The Goldbergs           | Speechless              | Modern Family           | Black-ish               | Designated Survivor         |
| Jeudi    | Programmation locale           | Programmation locale           | Grey's Anatomy          | Grey's Anatomy          | Notorious               | Notorious               | How to Get Away with Murder |
| Vendredi | Programmation locale           | Programmation locale           | Last Man Standing       | Dr. Ken                 | Shark Tank              | Shark Tank              | 20/20                       |
| Samedi   | Programmation locale           | Programmation locale           | Saturday Night Football | Saturday Night Football | Saturday Night Football | Saturday Night Football | Saturday Night Football     |
| Dimanche | America's Funniest Home Videos | America's Funniest Home Videos | Once Upon a Time        | Once Upon a Time        | Secrets and Lies        | Secrets and Lies        | Quantico                    |

### Programmation Saison 2017-2018
- Programmation de l'automne

| Jours    | 19h-20h                                    | 19h-20h                                    | 20h-21h                            | 20h-21h                            | 21h-22h                              | 21h-22h                              | 22h-23h                                      | 22h-23h                                      |
| Jours    | 19h-19h30                                  | 19h30-20h                                  | 20h-20h30                          | 20h30-21h                          | 21h-21h30                            | 21h30-22h                            | 22h-22h30                                    | 22h30-23h                                    |
| -------- | ------------------------------------------ | ------------------------------------------ | ---------------------------------- | ---------------------------------- | ------------------------------------ | ------------------------------------ | -------------------------------------------- | -------------------------------------------- |
| Lundi    | Programmation locale                       | Programmation locale                       | Dancing with the Stars (saison 25) | Dancing with the Stars (saison 25) | Dancing with the Stars (saison 25)   | Dancing with the Stars (saison 25)   | Good Doctor (saison 1, nouveauté)            | Good Doctor (saison 1, nouveauté)            |
| Mardi    | Programmation locale                       | Programmation locale                       | The Middle (saison 9)              | Fresh Off The Boat (saison 4)      | Black-ish (saison 4)                 | The Mayor (saison 1, nouveauté)      | The Gospel of Kevin (saison 1, nouveauté)    | The Gospel of Kevin (saison 1, nouveauté)    |
| Mercredi | Programmation locale                       | Programmation locale                       | The Goldbergs (saison 5)           | Speechless (saison 2)              | Modern Family (saison 9)             | American Housewife (saison 2)        | Designated Survivor (saison 2)               | Designated Survivor (saison 2)               |
| Jeudi    | Programmation locale                       | Programmation locale                       | Grey's Anatomy (saison 14)         | Grey's Anatomy (saison 14)         | Scandal (saison 7)                   | Scandal (saison 7)                   | How to Get Away with Murder (saison 4)       | How to Get Away with Murder (saison 4)       |
| Vendredi | Programmation locale                       | Programmation locale                       | Once Upon a Time (saison 6)        | Once Upon a Time (saison 6)        | Marvel's Agents of SHIELD (saison 5) | Marvel's Agents of SHIELD (saison 5) | 20/20                                        | 20/20                                        |
| Dimanche | America's Funniest Home Videos (saison 28) | America's Funniest Home Videos (saison 28) | To Tell The Truth (saison 2)       | To Tell The Truth (saison 2)       | Shark Tank (saison 9)                | Shark Tank (saison 9)                | Ten Days in the Valley (saison 1, nouveauté) | Ten Days in the Valley (saison 1, nouveauté) |

- Programmation du printemps

| Jours    | 19h-20h                                    | 19h-20h                                    | 20h-21h                            | 20h-21h                            | 21h-22h                              | 21h-22h                                     | 22h-23h                              | 22h-23h                              |
| Jours    | 19h-19h30                                  | 19h30-20h                                  | 20h-20h30                          | 20h30-21h                          | 21h-21h30                            | 21h30-22h                                   | 22h-22h30                            | 22h30-23h                            |
| -------- | ------------------------------------------ | ------------------------------------------ | ---------------------------------- | ---------------------------------- | ------------------------------------ | ------------------------------------------- | ------------------------------------ | ------------------------------------ |
| Lundi    | Programmation locale                       | Programmation locale                       | Dancing with the Stars (saison 26) | Dancing with the Stars (saison 26) | Dancing with the Stars (saison 26)   | Dancing with the Stars (saison 26)          | The Crossing (saison 1, nouveauté)   | The Crossing (saison 1, nouveauté)   |
| Mardi    | Programmation locale                       | Programmation locale                       | Roseanne (saison 10)               | The Middle (saison 9)              | Black-ish (saison 4)                 | Splitting Up Together (saison 1, nouveauté) | For the People (saison 1, nouveauté) | For the People (saison 1, nouveauté) |
| Mercredi | Programmation locale                       | Programmation locale                       | The Goldbergs (saison 5)           | Alex Inc. (saison 1, nouveauté)    | Modern Family (saison 9)             | American Housewife (saison 2)               | Designated Survivor (saison 2)       | Designated Survivor (saison 2)       |
| Jeudi    | Programmation locale                       | Programmation locale                       | Grey's Anatomy (saison 14)         | Grey's Anatomy (saison 14)         | Station 19 (saison 1, nouveauté)     | Station 19 (saison 1, nouveauté)            | Scandal (saison 7)                   | Scandal (saison 7)                   |
| Vendredi | Programmation locale                       | Programmation locale                       | Once Upon a Time (saison 6)        | Once Upon a Time (saison 6)        | Marvel's Agents of SHIELD (saison 5) | Marvel's Agents of SHIELD (saison 5)        | 20/20                                | 20/20                                |
| Dimanche | America's Funniest Home Videos (saison 28) | America's Funniest Home Videos (saison 28) | American Idol (saison 16)          | American Idol (saison 16)          | American Idol (saison 16)            | American Idol (saison 16)                   | Deception (saison 1, nouveauté)      | Deception (saison 1, nouveauté)      |

## Émissions diffusées

### Émissions actuellement

#### Télé-réalité et jeux
- America's Funniest Home Videos (aka AFV) (1989–en cours)
- The Bachelor (2002–en cours)
- The Bachelorette (2003–en cours)
- Dancing with the Stars (2005–en cours)
- Wipeout (2008–en cours)
- Shark Tank (2009–en cours)
- Bachelor Pad (2010–en cours)
- Extreme Makeover: Weight Loss Edition (2011–en cours)
- Secret Millionaire (en) (2011–en cours)
- You Deserve It (2011–en cours)
- Celebrity Wife Swap (2012–en cours)

#### Nouvelles et informations
- ABC World News (1953–en cours)
- 20/20 (1978–en cours)
- Nightline (1979–en cours)
- Primetime (1989–en cours)

#### Remises de prix
- American Music Awards (1973–en cours)
- Academy Awards (1976–en cours)
- Country Music Association Awards (2006–en cours)
- Billboard Music Awards (2011–en cours)

#### Concours de beauté
- Miss America (2011–en cours)

### Anciens programmes
Télé-réalité et jeux
- Les Maçons du cœur (Extreme Makeover: Home Edition) (hebdomadaire 2003–2011, spéciaux 2012)